# Eschine di Mileto
Eschine (in greco antico: Αἰσχίνης?, Aischínēs; Mileto, ... – I secolo a.C.) è stato un oratore greco antico, contemporaneo di Cicerone, che distinse particolarmente nell'asianesimo in eloquenza.
Per Cicerone il suo stile "corre come un impetuoso ruscello. Ma non è soltanto eloquente; il suo linguaggio è ricco e raffinato". Secondo Diogene Laerzio, Eschine scrisse alcuni libri sulla politica. Morì in esilio.